# Fruerlundskov
Fruerlundskov (dansk) eller Fruerlundholz (tysk) er navnet på en gade og et område i Flensborg-bydelen Fruerlund. Området er beliggende øst for Blæsbjerg og syd for Mørvig-Klosterskov i det østlige Flensborg.
Fruerlundskov blev først gang nævnt i 1720 . Den oprindelige fisker- og kådnerlandsby strakte sig ved vejen af samme navn mellem Fruerlundgade og Engelsbyvej nordvest for den gamle landsby Fruerlund. Den bestod i 1840 af 14 kådnersteder. Området er i dag præget af store etageboliger fra 1960'erne og en del enkelthuse. 
Administrativt hørte området i den danske tid til Adelby Sogn i Husby Herred (Flensborg Amt). Senere kom det til Fruerlund Kommune og i 1910 endelig til Flensborg by. 